# Cristian Villagra
Cristian Carlos Villagra (* 27. Dezember 1985 in Morteros) ist ein argentinischer Fußballspieler.

## Vereinskarriere
Villagra spielte in seiner Jugend bei Rosario Central. Bei diesem Verein bekam er zu Beginn der Clausura 2005 einen Profivertrag und machte am 5. Februar 2006 sein Debüt beim Spiel gegen den Club Atlético Gimnasia y Esgrima de Jujuy. Für Rosario spielte Villagra bis zum Ende der Apertura 2006. Dann wechselte er für umgerechnet rund 500.000 Euro zum wohl bekanntesten argentinischen Fußballverein, River Plate aus der Stadt Buenos Aires, wo er bis 2010 spielte und einmal Meister wurde. Im Juli 2010 wurde der Verteidiger vom ukrainischen Erstligisten Metalist Charkiw verpflichtet.

## Nationalmannschaft
Für das Freundschaftsspiel der Argentinischen Fußballnationalmannschaft gegen Schottland am 19. November 2008 wurde Villagra erstmals in den Kader berufen, kam jedoch nicht zum Einsatz. Sein Debüt gab er am 6. Mai 2010 beim 4:0-Sieg im Freundschaftsspiel gegen Haiti.

## Erfolge
- Argentinischer Meister: Clausura 2008